# Дворська Вас (Велике Лаще)
Дворська Вас (словен. Dvorska vas) — поселення в общині Велике Лаще, Осреднєсловенський регіон, Словенія. 
Висота над рівнем моря: 607,2 м.